# Jan Kubelík

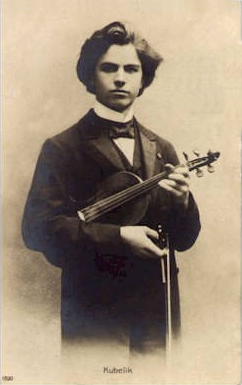
Jan Kubelík.

Jan Kubelík (* Michle, Praga, 5 de julio de 1880 - † Praga, 5 de diciembre de 1940), fue un violinista y compositor checo.

## Biografía
Jan Kubelík era hijo de un jardinero aficionado al violín que enseñó a sus dos hijos a tocar el violín, y después de descubrir el talento de Jan, a la corta edad de 5 años, lo mandó a estudiar con Karel Weber y Karl Ondříček. A la edad de 8 años, Kubelík comenzó a estudiar en el Conservatorio de Praga con Otakar Ševčík. Durante su niñez, Kubelík solía practicar entre 10 y 12 horas al día. Después de 1898, realizó una gira como solista, convirtiéndose rápidamente en un músico destacado por su gran virtuosismo, su entonación impecable, y su tono muy completo y noble. Kubelík tocaba con un Guarnerius y también con dos Stradivarius. Adquirió el violín 1715 Stradivarius Emperor en 1910.
Después de su exitoso debut en Viena y Londres (en donde apareció por primera vez en un concierto de Hans Richter, en 1900), Kubelík dio por primera vez una gira por Estados Unidos en 1901. Kubelík hizo su primera aparición con la Orquesta Filarmónica de Londres en la temporada 1901-1902,  y en 1902 fue galardonado con la Medalla de Oro de dicha sociedad, en sucesión a Eugène Ysaÿe. En ese mismo año, Kubelík llevó a la Orquesta Filarmónica Checa a Londres, después de haberla asistido financieramente en 1901.
En 1903, Kubelík se casó con Marianne condesa Csáky-Széll, sobrina del primer ministro de Hungría Kolomán Széll. Posteriormente tuvieron ocho hijos, entre los que destacó especialmente el mayor, el futuro director de orquesta Rafael Kubelík.  
Jan Kubelík compuso música, incluyendo seis conciertos para violín, y continuó presentándose en público hasta su muerte, con una pausa entre el final de la Primera Guerra Mundial y 1920, período durante el cual se dedicó únicamente a componer.
Murió en Praga, el 5 de diciembre de 1940, a los 60 años de edad.

## Obras selectas

### Violín y Orquesta
- Concierto n.º 1 in C major (publicado en 1920)
- Concierto n.º 2
- Concierto n.º 3
- Concierto n.º 4 en B♭ mayor (publicado c. 1932)
- Concierto n.º 5
- Concierto n.º 6
- Cadencias para el concierto de violín en D mayor, Op.61 por Ludwig van Beethoven
- Cadencias para el concierto de violín en D mayor, Op.77 por Johannes Brahms
- Cadencias para el concierto de violín n.º 5 en A mayor por Wolfgang Amadeus Mozart

### Violín y piano
- Burlesque
- Oriental Scene (publicado c. 1931)
- Menuett (publicado en 1931)